# Zell Challenger 2004
Lo Zell Challenger 2004 è stato un torneo di tennis facente parte della categoria ATP Challenger Series nell'ambito dell'ATP Challenger Series 2004. Il torneo si è giocato a Zell am Harmersbach in Germania dal 28 giugno al 4 luglio 2004 su campi in terra rossa.

## Vincitori

### Singolare
Daniel Elsner ha battuto in finale  Dieter Kindlmann con il punteggio di 6–3, 6–1

### Doppio
Jean-Claude Scherrer /  Alexander Waske hanno battuto in finale  Werner Eschauer /  Rogier Wassen con il punteggio di 4–6, 6–4, 6–3